# Il buon soldato (film 1982)
Il buon soldato è un film italiano del 1982 diretto da Franco Brusati.

## Trama
Un giorno Marta alla stazione ferroviaria incontra per caso Tommaso che è in viaggio per raggiungere la caserma dove presterà il servizio militare. L'incontro fra Marta e Tommaso è breve ma determinante per la giovane donna che ne riceve una sferzata, una spinta a ricominciare da capo la propria vita. Marta deciderà di lasciare il marito e di dedicarsi di più alla propria figlia. Tommaso nel frattempo ha cominciato il servizio di leva. In caserma, però, la vita è ancora più brutale che fuori e quando un suo amico viene violentato dai commilitoni, Tommaso si uccide. La notizia della sua morte sconvolge Marta e la convince dell'inutilità di ogni lotta.

## Riconoscimenti
- 1983 - David di Donatello
  - Candidatura come migliore attrice protagonista a Mariangela Melato
- 1983 - Nastro d'argento
  - Candidatura come miglior attrice protagonista a Mariangela Melato